# Église Saint-Marcel de Cluny
L'église Saint-Marcel est une église catholique située à Cluny, en France.

## Historique
L'église, implantée dans le quartier Saint-Marcel, remplace une ancienne chapelle dédiée à saint Odon. Le site a été repris par l'abbé Hugues III, vers 1159, avec une nef unique charpentée terminée par un chœur situé sous le clocher et une abside en cul-de-four. Le clocher est une tour octogonale à trois étages, surmontée, probablement au XVIe siècle, d'une flèche en briques.
Le plafond et la décoration intérieure ont été réalisés lors de travaux dans les années 1872-1876. L'église conserve des objets remarquables, comme l'autel et les fonts baptismaux, provenant de l'abbaye.
L'édifice est classé au titre des monuments historiques en 1912, puis inscrit en 2016, avant d'être classé en 2017.

## Description
L'église se caractérise par un puissant clocher roman ajouré, de forme octogonale.

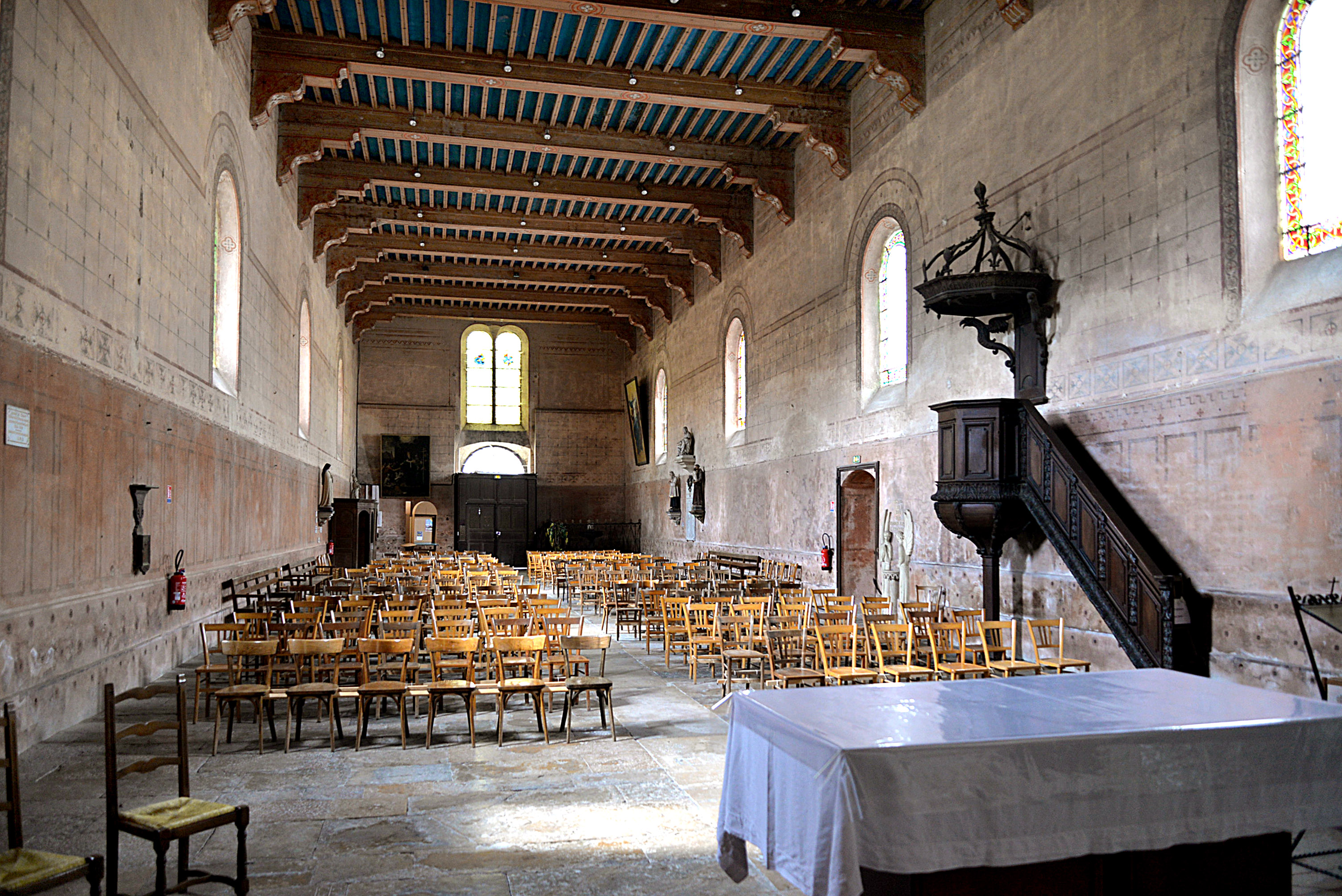
La nef depuis le chœur de l'église.
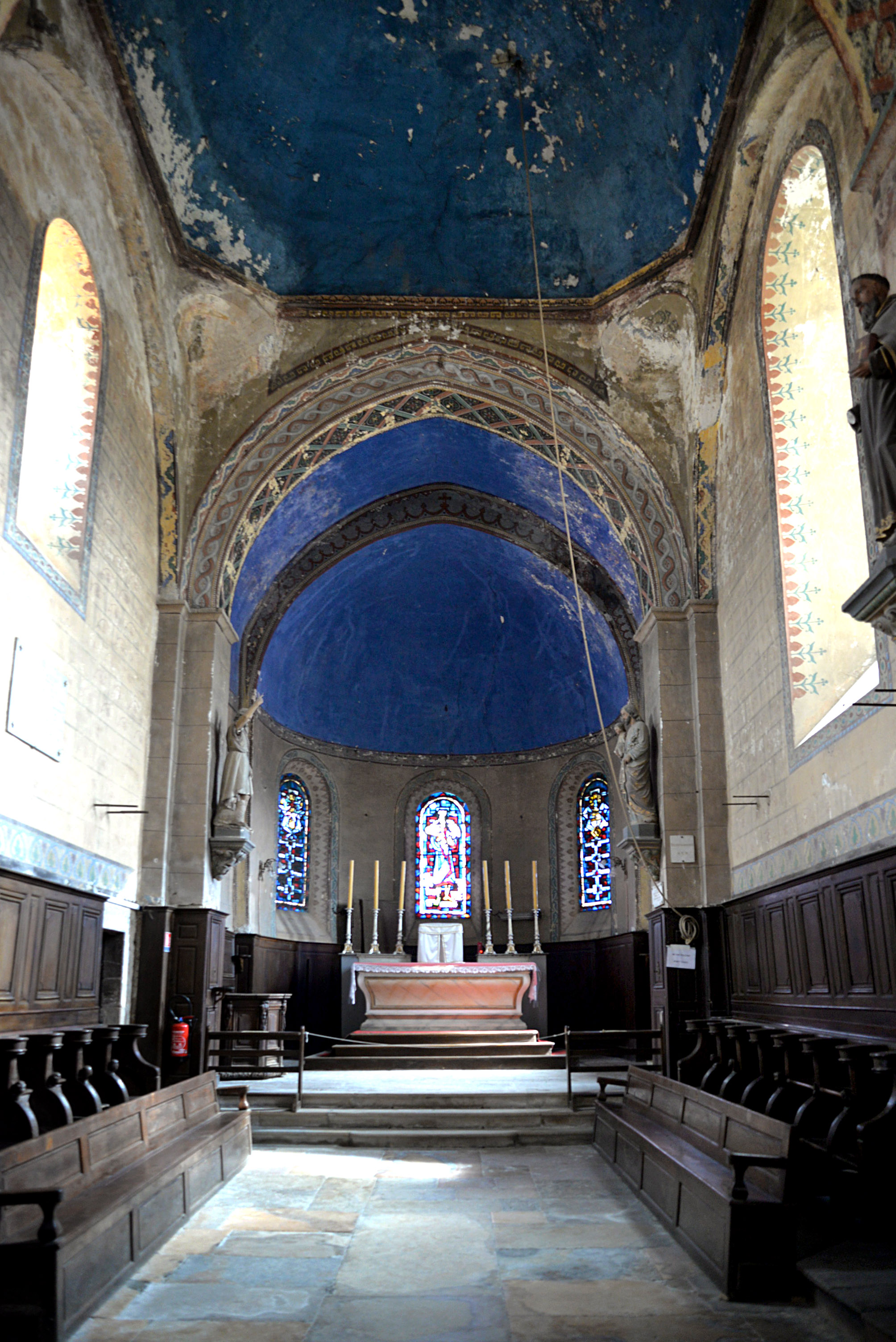
Le chœur de l'église.
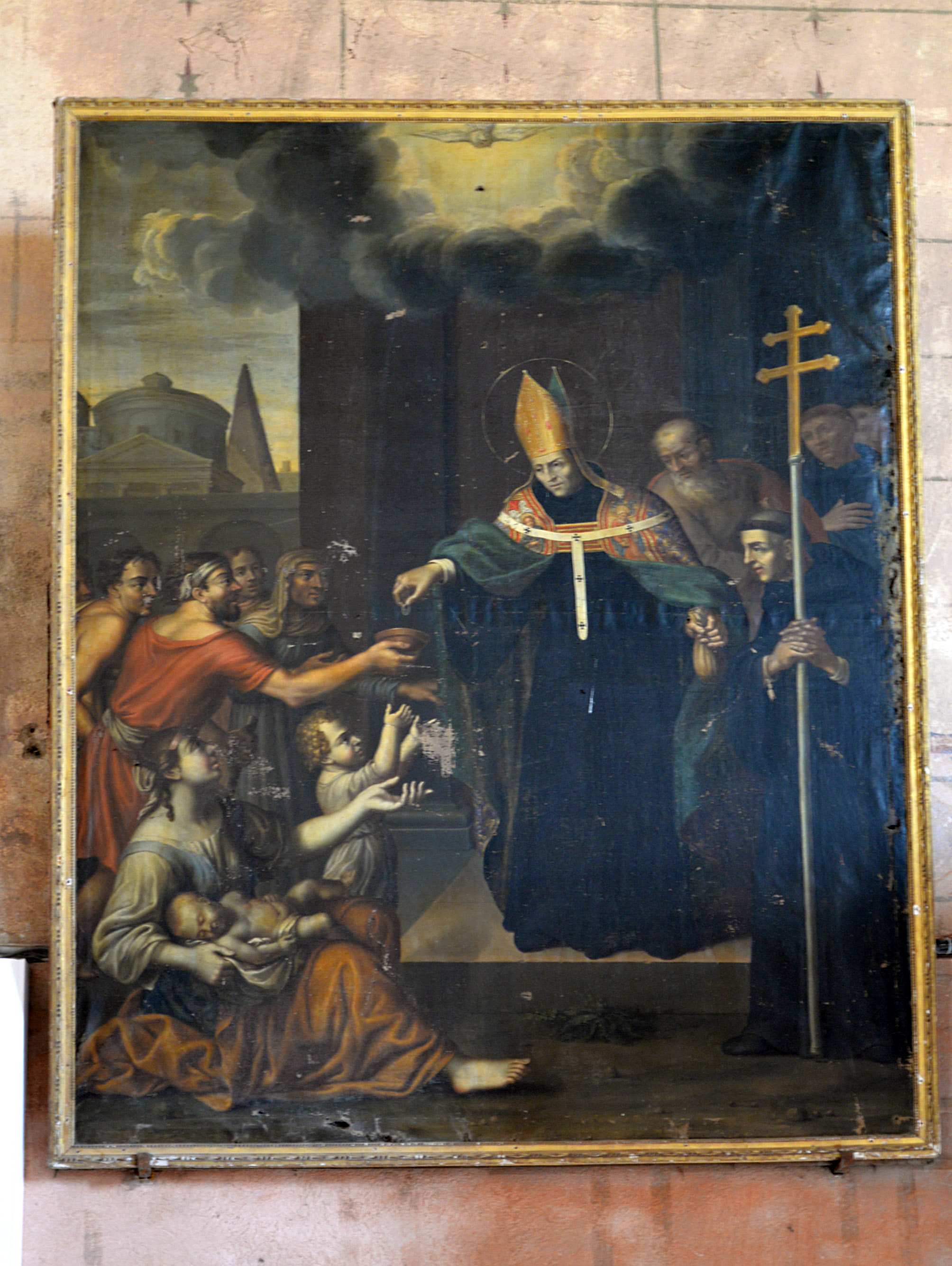
Saint Abbé de Cluny faisant l’aumône, tableau du XVIIe siècle.